# Alfred Keller
Alfred Keller, född 19 september 1882, död 11 februari 1974, var en tysk militär.
Alfred Keller blev överste 1935, generalmajor 1936 och generalöverste 1940. Han började sin bana i armén men erhöll 1913 flygutbildning och tjänstgjorde under första världskriget vid flygvapnet, bland annat som chef för 1:a bombeskadern. Efter kriget tjänstgjorde Keller i chefsställning vid olika civila flygbolag. Han blev 1934 chef för en flygskola i Braunschweig, återinträdde 1935 i flygvapnet som eskaderchef och blev 1936 befälhavare för 1:a flygområdet. Från 1938 till andra världskrigets utbrott var Keller chef för flygstridskrafterna i Ostpreussen och deltog i striderna i Polen. 1940 blev han chef för en flygfördelning på västfronten och hösten 1940 chef för 1:a luftflottan, vilken vid tysk-ryska krigets utbrott 1941 sattes in på östfronten för samverkan med norra armégruppen. År 1943 erhöll Keller bland annat på grund av sin höga ålder en mera tillbakadragen befälspost som chef för nationalsocialistiska flygkåren, ett rent paradförband.